# 洪磊
洪 磊（こう らい、簡体字：洪 磊、繁体字：洪 磊、英語：Hong Lei、発音転記：ホン・レイ、1969年8月 - ）は、中華人民共和国の外交官・元報道官。

## 概要・人物・経歴
1969年8月に浙江省杭州市富陽区に誕生する。1991年に北京語言大学を卒業し、中国外務省に入部した。その後中華人民共和国外交部報道局科員となり、在オランダ中国大使館三等書記官、在サンフランシスコ総領事館一等書記官などを経て、2004年から外交部報道局所長、2007年から外交部報道局参事官となる。2006年に外交部報道局副局長に就任し、2010年11月より報道官となり、この職を2016年7月まで務めた。2016年7月に駐シカゴ総領事館総領事に着任した。2018年に退任し帰国、その後儀典長に就任。